# John Slattery
Pour les articles homonymes, voir Slattery.
John Slattery est un acteur américain né le 13 août 1962 à Boston (Massachusetts).

## Biographie
John Slattery est né à Boston, Massachusetts, dans une famille irlando-américaine de six enfants. Il a été élevé dans la religion catholique romaine. Slattery a fréquenté l'école secondaire Saint-Sébastien à Needham, Massachusetts. Il a ensuite obtenu un baccalauréat en beaux-arts à l'Université Catholique d'Amérique en 1984.
Il a obtenu de nombreux rôles de politiciens, d'abord dans Sex and the City, ensuite dans Desperate Housewives.
De 2008 à 2015, il joue Roger Sterling dans la série plébiscitée Mad Men diffusée sur AMC. Par ailleurs, sa femme, Talia Balsam, joue la femme de son personnage dans la série.
Depuis 2010 et le film Iron Man 2, il campe de manière sporadique le personnage d'Howard Stark, père de Tony Stark / Iron Man, dans l'univers cinématographique Marvel. Il reprend le personnage en 2015 dans Ant-Man, en 2016 dans Captain America: Civil War en 2019 dans Avengers: Endgame et en 2023 dans la série d'animation What If...?,,.
En 2012, il prête sa voix à l'amiral Farley Havelock dans le jeu vidéo d'action-aventure acclamé Dishonored du studio Arkane Studios.
En 2017, il joue le général Dwight Eisenhower dans le film Churchill qui relate les doutes de ce dernier quant au succès du débarquement de Normandie.

## Filmographie

### Acteur

#### Cinéma
- 1995 : Les Tourments du destin : Dwight (non crédité)
- 1996 : City Hall : Det. George, Intel
- 1996 : L'Effaceur : FBI Agent Corman
- 1996 : Sleepers : Carlson
- 1997 : My Brother's War (it) : Devlin
- 1997 : Red Meat : Stefan
- 1998 : De la Terre à la Lune : Walter Mondale
- 1998 : Harvest : Sheriff Bill Johnson
- 1998 : The Naked Man : Burns
- 1998 : Un privé à L.A. (Where's Marlowe?) : Kevin Murphy
- 2000 : Traffic : ADA Dan Collier
- 2001 : Sam the Man : Maxwell Slade
- 2002 : Bad Company : Roland Yates
- 2003 : Le Chef de gare : David
- 2003 : Le Sourire de Mona Lisa : Paul Moore
- 2004 : Dirty Dancing 2 : Bert Miller
- 2004 : Noise : Detective Rutherford
- 2006 : La Situation : le colonel Carrick
- 2006 : Mémoires de nos pères : Bud Gerber
- 2007 : La Guerre selon Charlie Wilson : Cravely
- 2007 : Reservation Road : Steve Cutter
- 2007 : Underdog, chien volant non identifié : Mayor
- 2010 : Iron Man 2 : Howard Stark
- 2011 : L'Agence : Richardson
- 2011 : Return : Bud
- 2012 : In Our Nature : Gil
- 2012 : Mea Maxima Culpa: Silence in the House of God
- 2013 : Bluebird : Richard
- 2015 : Ant-Man : Howard Stark
- 2015 : Spotlight : Ben Bradlee Jr. (en)
- 2015 : Ted 2 : Me Shep Wild
- 2016 : Captain America: Civil War : Howard Stark
- 2017 : Churchill : Dwight Eisenhower
- 2017 : The Real Mad Men of Advertising : le narrateur
- 2019 : Avengers: Endgame : Howard Stark
- 2022 : Avoue, Fletch (Confess, Fletch) : Frank Jaffe
- 2024 : Unfrosted : L'Épopée de la Pop-Tart (Unfrosted) de Jerry Seinfeld : un publicitaire
- 2025 : Nuremberg de James Vanderbilt

#### Courts-métrages
- 2000 : The Ride Home

#### Télévision
Séries télévisées
- 1988 : Les Douze Salopards : Pvt. Dylan Leeds
- 1989 : Le Père Dowling : Doug
- 1989 : Tattinger's : Charles Shand
- 1990 : L'Équipée du Poney Express : Henry Muncy
- 1991 : China Beach : Dr. Bob
- 1991 : Under Cover : Graham Parker
- 1991-1993 : Homefront : Al Kahn
- 1995 : Ned et Stacey : Sam
- 1997 : Feds : Michael Mancini
- 1998 : Becker : Peter
- 1998 : La Vie à cinq : Jay Mott
- 1998-1999 : Maggie : Dr. Richard Meyers
- 1998-2000 : New York - Police judiciaire : Dr. Richard Shipman / Arlen Levitt
- 1999 : Will et Grace : Sam Truman
- 1999-2000 : Amy : Michael Cassidy
- 2000 : Sex and the City : Bill Kelley
- 2001-2002 : Ed : Dennis Martino
- 2003 : K Street : Tommy Flannegan
- 2004-2005 : Jack et Bobby : Peter Benedict
- 2006 : HBO First Look : Lui-même
- 2007 : Desperate Housewives : Victor Lang
- 2007-2015 : Mad Men : Roger Sterling
- 2008 : Charlie Rose : Lui-même - Invité
- 2008 : Jimmy Kimmel Live! : Lui-même - Invité
- 2008 : Saturday Night Live : Roger Sterling
- 2008-2014 : Tavis Smiley : Lui-même - Invité
- 2008-2015 : Entertainment Tonight : Lui-même
- 2008-2015 : Extra : Lui-même
- 2008-2016 : The View : Lui-même - Invité / Lui-même
- 2009 : The Colbert Report : Lui-même
- 2010 : 30 Rock : Steven Austin
- 2010 : Kevin Pollak's Chat Show : Lui-même - Invité
- 2011 : Attack of the Show! : Lui-même - Invité
- 2011 : Fashion News Live : Lui-même
- 2011 : Les Simpson : Robert Marlowe
- 2011 : Made in Hollywood : Lui-même
- 2011-2012 : The Cleveland Show : Mayor Box
- 2012 : Actors Studio : Lui-même - Invité
- 2012 : Late Night with Jimmy Fallon : Lui-même - Invité
- 2012 : Watch What Happens: Live : Lui-même
- 2012-2015 : Live with Kelly and Ryan : Lui-même - Invité
- 2013 : Arrested development : Doctor Norman
- 2014 : Last Call with Carson Daly : Lui-même - Invité
- 2014 : Reel Junkie : Lui-même
- 2014 : The Broadway.com Show : Lui-même
- 2014 : The O'Reilly Factor : Lui-même (segment "Watter's World")
- 2014 : The Playboy Morning Show : Lui-même - Invité
- 2015 : Documentary Now! : William H. Sebastian
- 2015 : IMDb: What to Watch : Lui-même
- 2015 : Late Night with Seth Meyers : Lui-même - Invité
- 2015 : The Daily Show : Sandwich Man
- 2015 : Wet Hot American Summer: First Day of Camp : Claude Dumet
- 2015-2016 : Today : Lui-même
- 2016 : Rachael Ray : Lui-même
- 2016 : The Late Show with Stephen Colbert : Lui-même
- 2016 : Veep : Charlie Baird
- 2018 : The Romanoffs : Daniel Reese
- 2019 : Modern Love : Dennis
- 2021 : Girls5eva : Lui-même
- 2022 : The Good Fight : Lyle Bettencourt (saison 6)
- 2023 : What We Do in the Shadows : épisode 6, saison 5, lui-même
- 2023 : What If...? : épisode 2, saison 2, Howard Stark (voix)

Téléfilms
- 1991 : Before the Storm : Graham Parker
- 1991 : Under Cover : Graham Parker
- 1996 : Lily Dale : Will Kidder
- 2000 : Un rôle pour la vie : Ben Cameron
- 2002 : A Death in the Family : Jay Follet
- 2004 : Pour que la vie continue : Ed Ellison
- 2007 : The Making of 'Mad Men' : Lui-même
- 2008 : The Best of 'Mad Men' : Lui-même
- 2013 : Les Coulisses des Golden Globes : Lui-même

### Réalisateur

#### Cinéma
- 2014 : God's Pocket
- 2023 : Qui a tué Maggie Moore(s) ? (Maggie Moore(s))

#### Télévision
Séries télévisées
- 2007-2013 : Mad Men
- 2016-2017 : Love
- 2020 : Mrs. America : Fred Schlafly
- 2021 : Next (Paul LeBlanc)

### Producteur

#### Cinéma
- 2014 : God's Pocket

### Scénariste

#### Cinéma
- 2014 : God's Pocket

### Autres interprétations
- 2011 : Conversation 16 de The national (clip vidéo) : Garde du corps du président américain
- 2012 : Dishonored (jeu vidéo) : Amiral Havelock

## Voix francophones
Dans un premier temps, John Slattery est notamment doublé à trois reprises par Pierre-François Pistorio dans De la Terre à la Lune, Sex and the City et La Guerre selon Charlie Wilson ou encore à deux reprises par Vincent Violette dans Sleepers et Jack et Bobby. En parallèle, il est doublé par Julien Roy dans Homefront, Jean-Luc Kayser dans Bad Company, Jérôme Keen dans Ed, Philippe Duclos dans Dirty Dancing 2, Pierre Laurent dans Mémoires de nos pères et Pascal Germain dans Reservation Road.
À partir de 2007, Éric Legrand devient sa voix régulière, le doublant dans Desperate Housewives, Mad Men, L'Agence, The Romanoffs, Modern Love, Mrs. America ou encore Girls5eva.
Le doublant une première fois en 1999 dans Will et Grace, Nicolas Marié le double à cinq reprises en 2015 et 2016. Ainsi, il le double dans Ted 2, Spotlight et Veep, et remplace Tony Joudrier, sa voix dans Iron Man 2, dans les films Ant-Man et Captain America: Civil War. Pour le film Avengers: Endgame, Nicolas Marié est remplacé par Guy Chapellier. Enfin, John Slattery est également doublé par Philippe Vincent dans Churchill.